# ماساهيرو تاناكا (لاعب كرة قاعدة مواليد 1988)
ماساهيرو تاناكا (مواليد 1 نوفمبر 1988) هو لاعب كرة القاعدة ياباني يلعب في نادي توهوكو راكوتين جولدن إيغلز.